# Fisher Ames
Fisher Ames (9 avril 1758, Dedham - 4 juillet 1808, Massachusetts) est un député du 1er congrès des États-Unis représentant le Massachusetts. Il était un dirigeant important du parti fédéraliste à la Chambre et se distinguait par son talent d'orateur.